# 2010年亚洲残疾人运动会保龄球比赛
2010年亚洲残疾人运动会保龄球比赛于12月14日—12月16日在广州天河保龄球馆进行。

## 獎牌統計
| 排名 | 国家／地区      | 金牌 | 银牌 | 铜牌 | 總數 |
| ---- | --------------- | ---- | ---- | ---- | ---- |
| 1    | 韩国（KOR）     | 5    | 4    | 1    | 10   |
| 2    | 中华台北（TPE） | 2    | 2    | 4    | 8    |
| 3    | 马来西亚（MAS） | 2    | 2    | 3    | 7    |
| 4    | 中国香港（HKG） | 1    | 0    | 0    | 1    |
| 5    | 日本（JPN）     | 0    | 2    | 0    | 2    |
| 6    | 新加坡（SIN）   | 0    | 0    | 2    | 2    |
| 7    | 泰国（THA）     | 0    | 0    | 1    | 1    |
| 總計 | 總計            | 10   | 10   | 11   | 31   |

## 赛事赛果

### 单人赛TPB1
- 金牌：金政勋（韩国）
- 银牌：青松利明（日本）
- 铜牌：吉沙达·革功达威（泰国）

### 单人赛TPB10
- 金牌：宋基洙（韩国）
- 银牌：金昌年（韩国）
- 铜牌：温维萍（马来西亚）

### 单人赛TPB2
- 金牌：尹汉彥（中国香港）
- 银牌：金南勋（韩国）
- 铜牌：朱锦振（马来西亚）

### 单人赛TPB3
- 金牌：黄郁晓(中華台北）
- 银牌：苏俊雄（马来西亚）
- 铜牌：穆罕默德·苏海利·哈米德（马来西亚）

### 单人赛TPB8
- 金牌：朴在哲（韩国）
- 银牌：黄仁容（中華台北）
- 铜牌：李佳婕（中華台北）

### 单人赛TPB9
- 金牌：杨孟璋（中華台北）
- 银牌：王基顺（马来西亚）
- 铜牌：李锡在（韩国）

### 双人赛TPB1+TPB3
- 金牌：金政勋、徐民锡（韩国）
- 银牌：青松利明、森泽亚希子（日本）
- 铜牌：穆罕默德·伊斯梅尔·侯赛因、汤姆·杨炳忠（新加坡）

### 双人赛TPB2+TPB2
- 金牌：古·伊扎姆·古·哈伦、朱锦振（马来西亚）
- 银牌：金南勋、陶学吉（韩国）
- 铜牌：	柯茗硕、谢宗翰（中華台北）

### 双人赛TPB8+TPB10
- 金牌：	朴在哲、宋基洙（韩国）
- 银牌：黄仁容、吕如晃（中華台北）
- 铜牌：陈双喜、穆罕默德·陶菲克·艾哈迈迪尼（新加坡）/李佳婕、张惠民（中華台北）

### 双人赛TPB9+TPB9
- 金牌：阿布·巴卡尔·尼亚特、王基顺（马来西亚）
- 银牌：李锡在、闵镇浩（韩国）
- 铜牌：赖復寰、杨孟璋（中華台北）